# Modena Football Club 1985-1986
Questa voce raccoglie le informazioni riguardanti il Modena Football Club nelle competizioni ufficiali della stagione 1985-1986.

## Stagione
Nella stagione 1985-86 il Modena ha primeggiato nel girone A del campionato di Serie C1 a quota 47 punti, appaiato ai corregionali del Parma, ottenendo entrambe la promozione in Serie B.

## Rosa
| N. |                   | Ruolo | Calciatore         |
| -- | ----------------- | ----- | ------------------ |
|    | Italia (bandiera) | C     | Valentino Angeloni |
|    | Italia (bandiera) | C     | Ivo Ballardini     |
|    | Italia (bandiera) | P     | Marco Ballotta     |
|    | Italia (bandiera) | D     | Sauro Catellani    |
|    | Italia (bandiera) | C     | Angelo Conca       |
|    | Italia (bandiera) | D     | Giandomenico Costi |
|    | Italia (bandiera) | C     | Sergio Domini      |
|    | Italia (bandiera) | A     | Sauro Frutti       |
|    | Italia (bandiera) | C     | Stefano Furlan     |

| N. |                   | Ruolo | Calciatore           |
| -- | ----------------- | ----- | -------------------- |
|    | Italia (bandiera) | D     | Giovanetti           |
|    | Italia (bandiera) | C     | Damiano Longhi       |
|    | Italia (bandiera) | A     | Massimo Mezzini      |
|    | Italia (bandiera) | C     | Giovanni Piacentini  |
|    | Italia (bandiera) | A     | Mauro Rabitti        |
|    | Italia (bandiera) | C     | Giovanni Re          |
|    | Italia (bandiera) | D     | Giovanni Rubino      |
|    | Italia (bandiera) | D     | Pier Antonio Torroni |
|    | Italia (bandiera) | A     | Stefano Zuntini      |

## Risultati

### Campionato

#### Girone di andata
| 22 settembre 1985 1ª giornata | Rondinella | 1 – 3 | Modena |  |

| 29 settembre 1985 2ª giornata | Modena | 2 – 1 | Virescit Bergamo |  |

| 6 ottobre 1985 3ª giornata | Pavia | 0 – 0 | Modena |  |

| 13 ottobre 1985 4ª giornata | Modena | 1 – 1 | Carrarese |  |

| 20 ottobre 1985 5ª giornata | SPAL | 0 – 0 | Modena |  |

| 27 ottobre 1985 6ª giornata | Modena | 1 – 0 | Legnano |  |

| 3 novembre 1985 7ª giornata | Modena | 2 – 0 | Trento |  |

| 10 novembre 1985 8ª giornata | Padova | 4 – 0 | Modena |  |

| 17 novembre 1985 9ª giornata | Modena | 2 – 2 | Fano |  |

| 24 novembre 1985 10ª giornata | Rimini | 1 – 1 | Modena |  |

| 1º dicembre 1985 11ª giornata | Parma | 2 – 0 | Modena |  |

| 8 dicembre 1985 12ª giornata | Modena | 0 – 0 | Reggiana |  |

| 15 dicembre 1985 13ª giornata | Piacenza | 1 – 1 | Modena |  |

| 22 dicembre 1985 14ª giornata | Modena | 4 – 0 | Sanremese |  |

| 5 gennaio 1986 15ª giornata | Prato | 0 – 1 | Modena |  |

| 12 gennaio 1986 16ª giornata | Modena | 3 – 1 | Varese |  |

| 19 gennaio 1986 17ª giornata | Ancona | 1 – 0 | Modena |  |

#### Girone di ritorno
| 26 gennaio 1986 18ª giornata | Modena | 0 – 0 | Rondinella |  |

| 2 febbraio 1986 19ª giornata | Virescit Bergamo | 4 – 0 | Modena |  |

| 9 febbraio 1986 20ª giornata | Modena | 4 – 1 | Pavia |  |

| 16 febbraio 1986 21ª giornata | Carrarese | 4 – 1 | Modena |  |

| 23 febbraio 1986 22ª giornata | Modena | 1 – 0 | SPAL |  |

| 2 marzo 1986 23ª giornata | Legnano | 0 – 0 | Modena |  |

| 9 marzo 1986 24ª giornata | Trento | 0 – 1 | Modena |  |

| 23 marzo 1986 25ª giornata | Modena | 1 – 0 | Padova |  |

| 29 marzo 1986 26ª giornata | Fano | 1 – 2 | Modena |  |

| 6 aprile 1986 27ª giornata | Modena | 1 – 0 | Rimini |  |

| 13 aprile 1986 28ª giornata | Modena | 2 – 2 | Parma |  |

| 20 aprile 1986 29ª giornata | Reggiana | 1 – 1 | Modena |  |

| 4 maggio 1986 30ª giornata | Modena | 2 – 1 | Piacenza |  |

| 11 maggio 1986 31ª giornata | Sanremese | 1 – 3 | Modena |  |

| 18 maggio 1986 32ª giornata | Modena | 1 – 0 | Prato |  |

| 25 maggio 1986 33ª giornata | Varese | 1 – 2 | Modena |  |

| 1º giugno 1986 34ª giornata | Modena | 1 – 0 | Ancona |  |